# Drupa

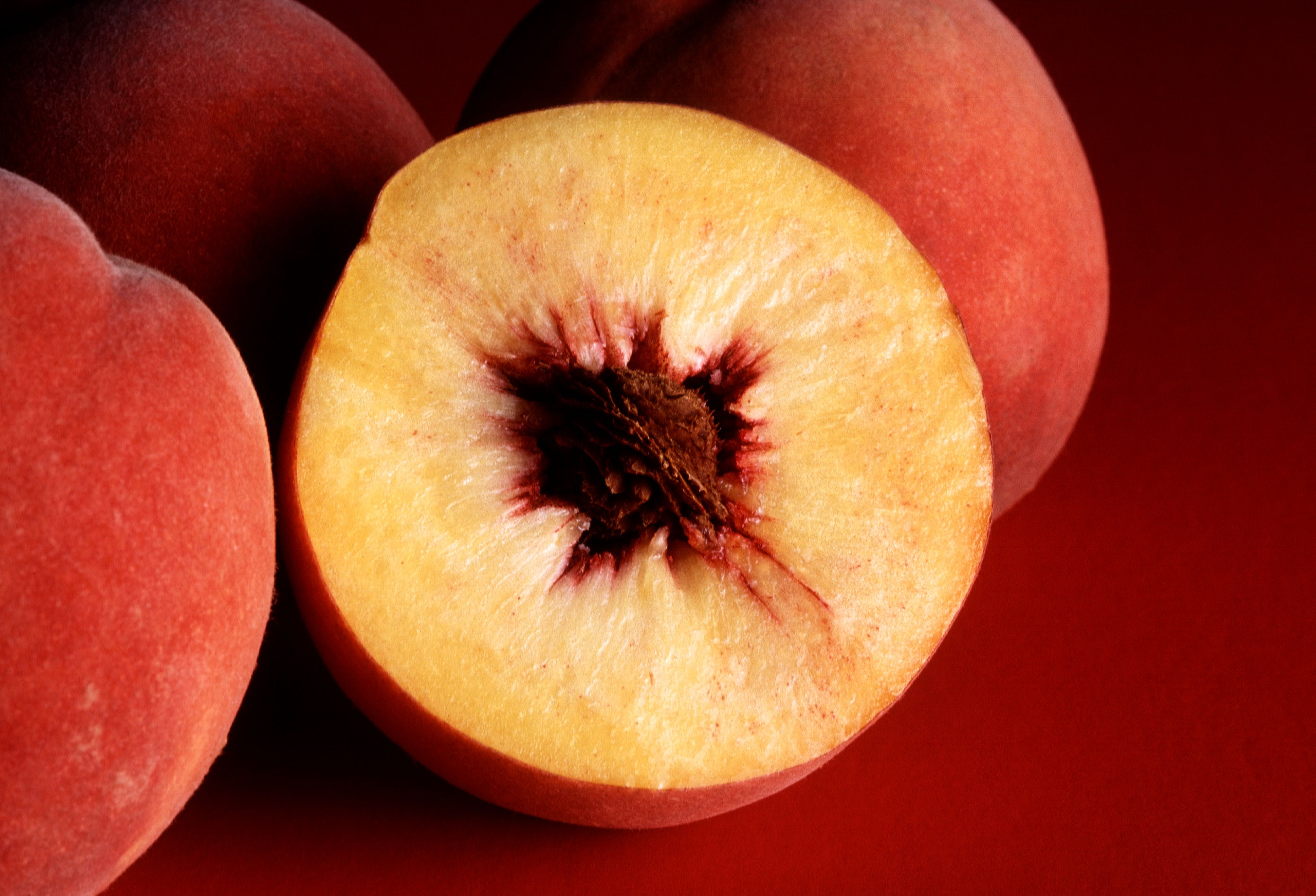
Fig. 1. El melocotón o durazno es un fruto típico drupáceo.

En botánica, una drupa es un fruto simple de mesocarpio carnoso, coriáceo o fibroso que rodea un endocarpio leñoso, comúnmente conocido como carozo o hueso. Está compuesto por uno o varios carpelos que, generalmente, contienen una sola semilla (a veces dos, como en el caso del café). 

## Ejemplos de drupa
Algunos de los frutos que se consideran drupas son:
- Aceituna
- Cereza
- Ciruela
- Mango

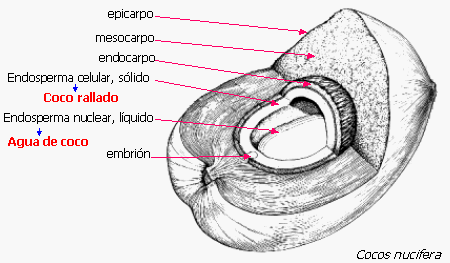
Fig. 2. Semilla de Cocos nucifera

- Miembros del género Prunus, incluso el almendro (en el cual el mesocarpio es coriáceo)
- Melocotón
- Lichi

Los cocos son drupas cuya capa externa es fibrosa en lugar de carnosa, pero en las regiones templadas generalmente solo vemos la semilla de coco con la capa interna áspera adherida a la fruta. En este caso, lo que se consume es la semilla.

## Pared del fruto (pericarpio)
En general, las homologías de las capas que constituyen el pericarpio de las drupas se basan principalmente en el origen del exocarpio y el endocarpio, que se considera sensitivo cuando estas capas se diferencian solo de la epidermis externa e interna, respectivamente, o de sus derivados directos; y sensu lato, cuando se desarrollan a partir de los estratos epidérmicos y de capas subepidérmicas adyacentes u otras regiones de la pared del ovario. El tejido entre el exocarpio y el endocarpio, que suele ser parenquimático, corresponde al mesocarpio (Von Teichman, 1989).
El exocarpio y el endocarpio de las drupas se consideran unidades funcionales, es decir, la cáscara (válvulas) y la pared de la piedra (pireno), respectivamente. El endocarpio se compone de una capa de macrosclereidas que tienen una apariencia de empalizada. Sus paredes están engrosadas, lignificadas y tienen hoyos simples.
En un estudio comparativo de varias drupas monocarpelulares de rosáceas, Kaniewsky (1963) observó que la diferenciación del endocarpio esclerenquimático tiene lugar primero en la región placentaria y luego continúa en el pericarpio restante.

## Semilla de Drupa
Las semillas presentan una cubierta seminal no especializada y el embrión está protegido por el pireno. El pireno puede también ser multicapa y puede surgir solamente de la epidermis interna y / o capa subepidérmica de la pared del ovario.
En la familia Moraceae, donde los frutos pueden ser aquenios, aquenios especializados o drupas, siendo el caso de drupa; el óvulo es ana-camilótropo, suspendido, bitegmico y con un funículo corto.

## Etimología
Prestado del latín drūpa oliva, abreviado en drūpa o druppa, derivado del griego δρυπετής, ‘oliva madura’; en Plinio el Viejo en su Historia naturalis, 12, 30 y 15, 6.